# Daelim Industrial
Daelim Industrial war ein südkoreanisches Bau- und Anlagenbau-Unternehmen.
Zum Umsatz trugen im Jahr 2014 mit 41,7 % der Bau von Industrieanlagen, mit 17,7 % der Bau von petrochemischen Anlagen (insbesondere Polyethylen, Polybutylen und BOPP-Folie), mit 25,9 % der allgemeine Hochbau und mit 14,7 % der Bau von Infrastruktur (Brücken, Dämme) bei.

## Geschichte
Daelim wurde 1939 als kleines Baustofflager gegründet. Während des Zweiten Weltkriegs wurde Daelim zum führenden Unternehmen im Holzhandel. Mit dem ersten Fünfjahresplan zur wirtschaftlichen Entwicklung unter Park Chung-hee wandte sich das Unternehmen der Bauwirtschaft zu und errichtete als Generalunternehmer den Gyeongbu Expressway und Gyeongin Expressway. Mit dem Bau der staatlichen POSCO-Stahlwerke in den 1970ern wurde Daelim auch zu einem führenden Anlagenbauunternehmen.
Zum 1. Januar 2021 wurde das Unternehmen in die beiden Teilkonzerne DL und DL E&C aufgespalten.